# Споменик „Рударска круна”
Споменик „Рударска круна”  постављен је на платоу поред Палате Касина у Врднику. Аутор споменика је академски вајар Миодраг Самарџић из Шапца.
Пошто је рударство обележило историју Врдника, споменик је посвећен рударима и рударству, као заједнички пројекат Удружења грађана за промоцију Фрушке горе „Шарене таљиге” и Покрајинске Владе Војводине.
Свечано је откривен 10. децембра 2016. године.